# Morgenbladet (Danmark)
Morgenbladet var en dansk tidning, grundad 1873 som organ för Forenede Venstre och nedlagd 1892.
Åren 1877-83 representerade Morgenbladet Radikale Venstre, och redigerades av bland andra Edvard Brandes och Viggo Hørup, varefter den företrädde Danske Venstre. Då tidningen upphörde 1892, efterföljdes den av Dannebrog.